# Zgromadzenie Ludowe (Egipt)
Zgromadzenie Ludowe (arab. مجلس الشعب) – izba niższa parlamentu Egiptu. Składa się z 508 członków powoływanych na pięcioletnią kadencję. Dziesięciu z nich pochodzi z nominacji prezydenta Egiptu. Pozostali wybierani są w 222 dwumandatowych okręgach wyborczych. Co do zasady stosuje się ordynację większościową z możliwością przeprowadzenia drugiej tury głosowania, jednak poddano ją pewnym modyfikacjom sprawiającym, że najliczniej reprezentowanymi w parlamencie grupami zawodowymi są robotnicy i rolnicy.
Czynne prawo wyborcze posiadają osoby w wieku co najmniej 18 lat, posiadające obywatelstwo Egiptu od co najmniej 5 lat. Głosować nie mogą osoby skazane za niektóre rodzaje przestępstw oraz takie, które w okresie pięciu lat poprzedzających wybory podlegały ubezwłasnowolnieniu. Wyborcami mogą być osoby obu płci, przy czym o ile dla kobiet głosowanie jest całkowicie dobrowolne, o tyle mężczyźni mają obowiązek udać się do urn pod rygorem grzywny.
Kandydatami mogą być osoby w wieku co najmniej 30 lat, biegle czytające i piszące oraz posiadające uregulowany stosunek do służby wojskowej. Osoby naturalizowane mogą kandydować tylko pod warunkiem posiadania egipskiego ojca oraz upływu co najmniej 10 lat od naturalizacji. W Zgromadzeniu nie mogą zasiadać pracownicy sektora rządowego, samorządowcy oraz osoby zatrudnione w firmach zagranicznych.